# Acidoxantha assita
Acidoxantha assita är en tvåvingeart som beskrevs av Hardy 1973. Acidoxantha assita ingår i släktet Acidoxantha och familjen borrflugor.
Artens utbredningsområde är Laos. Inga underarter finns listade i Catalogue of Life.